# 娜杰日达·波波娃
娜杰日达·瓦西里耶芙娜·波波娃（1921年12月17日—2013年7月6日）是苏联著名女飞行员，苏联英雄。

## 早年
1921年12月17日出生于奥廖尔省沙巴诺夫卡村。父亲是铁路工人，她在乌克兰頓涅茨克地区的矿山附近长大。她从小就活泼好动，精力旺盛，喜欢跳探戈和狐步舞，渴望自由无拘无束的生活。有一天，一架小型飞机降落在她生活的村庄附近。飞机掠过的宏伟场面给她留下了深刻的印象。在15岁的时候，她偷偷报名参加了当地的飞行俱乐部，没有告诉父母。据波波娃的回忆，“每当走向飞机的时候，我都心潮澎湃；每当飞机成功起飞的时候，我更是无法控制自己内心的激动。”
她的梦想受到了重重阻拦，不仅遭到了父母的反对，飞行员学校也拒绝接受她。最后，在波琳娜·奥西片科的推荐下，波波娃才得以进入赫尔松飞行学校学习，并在18岁时顺利毕业。

## 二战时期
1941年6月22日，德国进攻苏联，波波娃自告奋勇，想成为一名军事飞行员，到前线战斗。但当时苏联最高苏维埃主席团禁止女性参与战斗。随后，苏联著名女飞行员，女子飞行世界纪录创造者拉斯科娃努力说服斯大林，最终于1941年11月8日促成女性战斗航空团的成立。
战争爆发后不久，波波娃的哥哥列昂尼德在前线的战斗中牺牲。她怀着悲痛的心情报名参加了女性航空团，被拉斯科娃带到了恩格斯城，和近千名女志愿军一起接受了密集训练。由于航空团人数太多，不久后分成了三个团：586战斗机团、587昼间轰炸机团、588夜间轰炸机团。她加入了588团。她最初驾驶的是老式玻-2飞机。这是一种多用途飞机，战前是用来清理农仓用的。波波娃和战友总是在夜间出发，她们没有降落伞、没有枪支、没有无线电或者雷达设备，只有地图和指南针。领航员的膝盖上放有小型炸弹，在到达目的地后，手动把点燃的炸弹扔出去。由于飞机是木质的，一旦被曳光弹击中，就会像纸片一样被燃烧殆尽。
波波娃很快适应了588团的三架战机联合作战方式：两架战机负责吸引地面的探照灯，然后分成两路以不规则的方式飞行摆脱敌军追击；第三架战机则在黑夜中悄无声息地接近轰炸目标投下炸弹。在投下炸弹前，飞机关闭引擎，滑翔着到达目标上空。而即将遭到袭击的纳粹德国军队根本听不到飞机发动机的轰鸣声，只会听到空气与机翼摩擦产生的“嘶嘶”声，就像女巫的扫帚划过夜空时发出的声音一样。588团也因此得名“暗夜女巫”。1942年3月10日，在一次任务期间，波波娃担任领航员，一场突如其来的风暴卷走了两架飞机，她失去了战友。这是588团遭受的第一次伤亡打击。
波波娃的飞机曾经数次被击落，但她却没有受过重伤。1942年8月2日，波波娃的飞机在北高加索地区上空被納粹德國空軍击中，她在切爾克斯克附近紧急着陆。为了重新回到队伍，她加入了一群后撤的摩托化步兵队。人群中，她看到了一名同样受伤的男性飞行员捧着一本《静静的顿河》静静地阅读。他叫谢苗·伊里奇·哈尔拉莫夫，后来与波波娃结婚。
在重返队伍后，她又奉命执行了新罗西斯克救援任务，向被困在马来亚泽姆利亚的部队空投食物、水和医疗用品。返航归队后，她发现自己的飞机上满是弹孔，甚至连机上的地图和头盔也没有幸免。
随着轴心国集团军的撤退，波波娃和部队沿着前线，穿过白俄罗斯和波兰，最后进入德国。在波兰，她曾在一个晚上执行了18次夜袭任务。4年中，波波娃一共执行了852次作战任务。

## 战后
二战结束后的1945年10月，航空团解散。波波娃回到家乡，受到英雄般的欢迎。她与哈尔拉莫夫共结连理。后来他们的儿子也成长为了一名优秀的军人。她也作为飞行教练，工作了将近二十年。丈夫哈尔拉莫夫于1990年去世。
2013年7月6日在莫斯科去世，安葬于新圣女公墓，与丈夫安葬在了一起。

## 荣誉

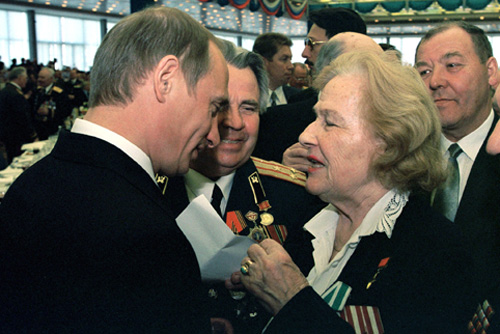
波波娃与普京

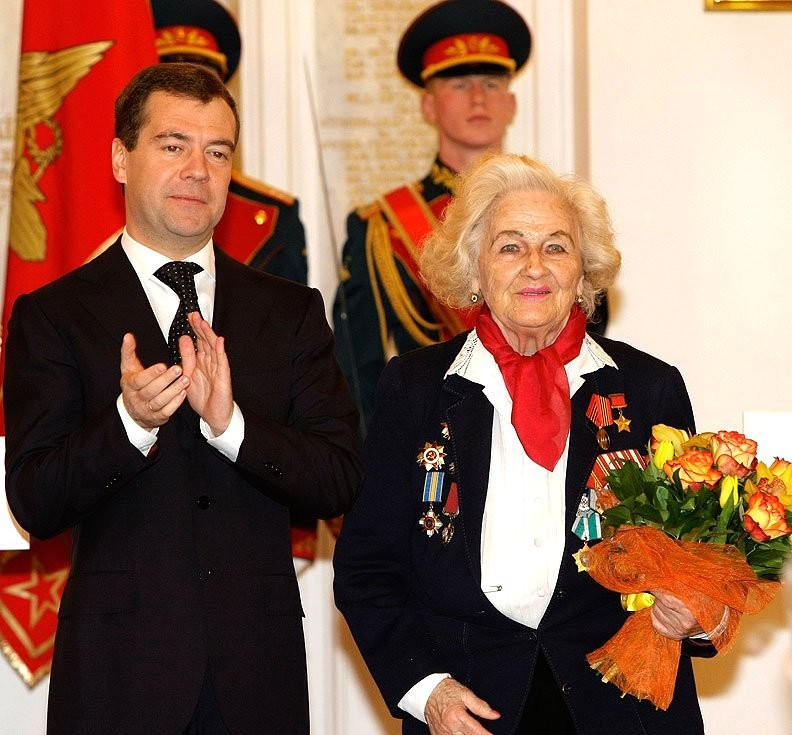
波波娃与梅德韦杰夫，2009年

1945年2月23日，苏联最高苏维埃主席团发布命令，决定授予波波娃等一批战士“蘇聯英雄”称号，以及“列寧勳章”和“金星奖章”，以表彰他们在反抗德国侵略者斗争中的英雄主义行为。巧合的是，她未来的丈夫，哈尔拉莫夫也在名单之列。（波波娃的金星奖章编号是4858，哈尔拉莫夫是5407）
由于在退役后积极参与苏联青年爱国主义教育，波波娃在1983年获得了“俄罗斯苏维埃联邦社会主义共和国功勋文化工作者”荣誉称号。波波娃获得的苏联荣誉还有：紅旗勳章三枚、一级衛國戰爭勳章两枚、二级衛國戰爭勳章一枚、荣誉徽章勋章一枚，奖章多枚。1985年，荣获“顿涅茨克荣誉市民”。
1995年4月27日，在莫斯科克里姆林宫举行的授勋仪式上，波波娃获授友谊勋章。叶利钦总统向她吻手致礼。2001年，她获得了乌克兰政府授予的三级功勋勋章。在80周岁生日前夕，她收到了俄罗斯联邦总统感谢信。